# Marco Mastrofini
Marco Mastrofini (Monte Compatri, 25 aprile 1763 – Roma, 3 marzo 1845) è stato un filosofo, presbitero, matematico, scrittore e teologo italiano.

## Biografia
Si occupò di filosofia, teologia, filologia, matematica finanziaria: è noto soprattutto per il volume Le discussioni sull'Usura (1831) in cui sostenne che non è reato far fruttare il danaro e che né la Sacra Scrittura, né i Vangeli, né la tradizione ecclesiastica vietavano di ottenere un giusto interesse per danaro dato a prestito. Questo diede luogo a molte discussioni ma anche apprezzamenti lusinghieri da economisti dell'epoca e dall'opinione pubblica. 
In precedenza, nel 1803, aveva scritto un'opera di economia finanziaria, il Piano per riparare la moneta erosa relativa all'inflazione nello Stato Pontificio, opera largamente utilizzata per la riforma finanziaria dello Stato, intrapresa da Pio VII.

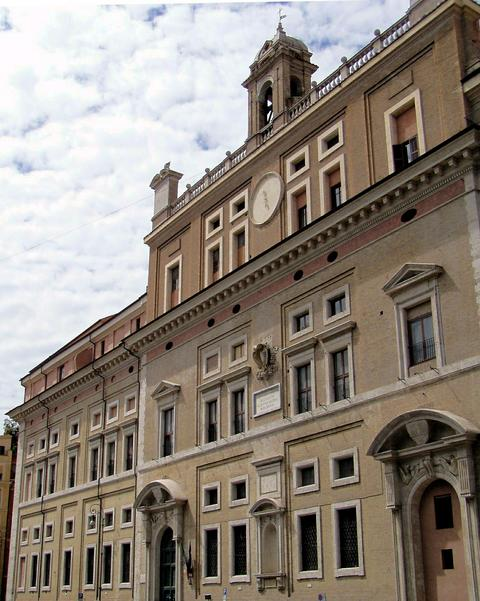
L'edificio del Collegio Romano ove Mastrofini insegnò

A 23 anni venne nominato professore di filosofia e matematica presso il Seminario Tuscolano di Frascati, dopo essere stato ordinato sacerdote dal Cardinale Stuart Duca di York. Nel 1798/1799, nel pieno della crisi della Repubblica Romana, si trasferì a Roma dove venne nominato professore di eloquenza presso il Collegio Romano. Nel 1800 tornò ad insegnare filosofia e matematica a Frascati. Nel 1814 si trasferì definitivamente a Roma dove assume la carica di Consultore della "Nuova Congregazione cardinalizia per gli affari totius orbis".
Nel 1808 produce le traduzioni dei capolavori di Lucio Anneo Giulio Floro Sulle cose romane e di Lucio Ampelio Sulle cose memorabili del mondo e degli imperi. Nel 1812 traduce dal greco Le Antichità romane di Dionigi di Alicarnasso.
Nel 1814 venne pubblicato un suo saggio sull'italiano, in due volumi, Teoria e Prospetto, ossia dipinto critico dei verbi italiani coniugati, specialmente degli anomali o mal noti nelle cadenze, opera che portò un grande contributo allo studio dell'italiano, utilizzata  dall'Accademia della Crusca nella revisione del dizionario della lingua italiana.
Nel 1832 pubblicò Della maniera di misurare le lesioni enormi nei contratti e nel 1834 uno studio sulla patria potestà e filiazione, che ebbe larga eco nei circoli giuridici romani, essendo allora in corso una causa di riconoscimento di paternità per successione tra i Torlonia e i Cesarini.

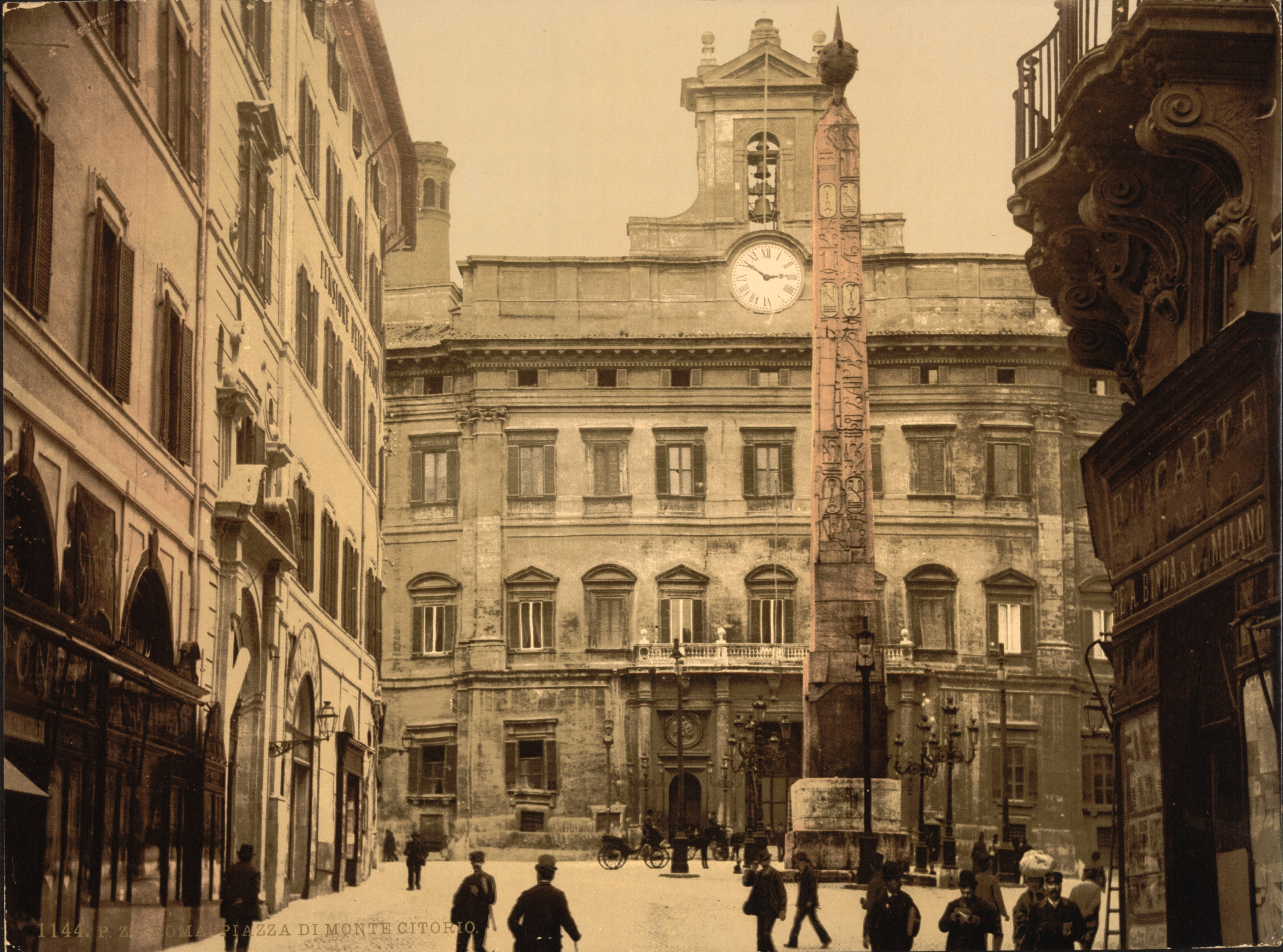
Piazza di Monte Citorio (1890-1900)

Nell'edificio dove abitava e morì, in piazza di Monte Citorio n. 121, nel 1876 il Comune di Roma appose una lapide con il seguente ricordo:
Venne sepolto a Monte Compatri presso il Convento di San Silvestro.

### Opere

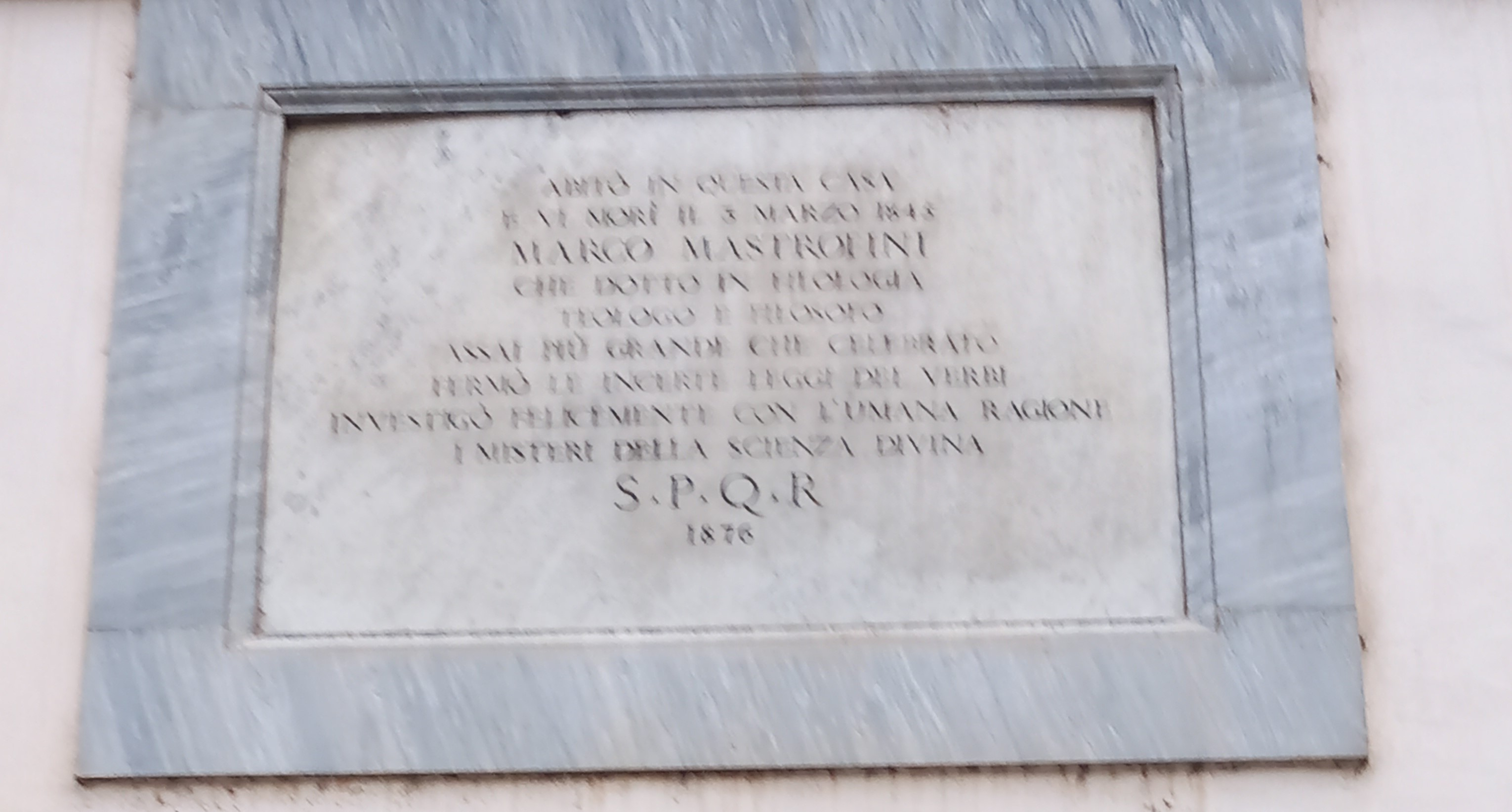
Lapide commemorativa in Piazza Monte Citorio

- Dissertazione filosofica, Roma 1790
- Piano per riparare la moneta erosa, Roma 1803
- Ritratti poetici, storici, critici dei personaggi più famosi nell'antico e nuovo Testamento, 3 vol. Roma,  1807;
- Traduzione da Lucio Anneo Floro “Sulle cose romane”, Roma, 1808;
- Traduzione da  Lucio Ampelio “Sulle cose memorabili del mondo e degli imperi”, Roma, 1808;
- Traduzione dal greco da Dionigi di Alicarnasso “Le Antichità romane”, Roma, 1812;
- Dizionario dei verbi italiani  Roma, 1814;
- Metaphisica sublimior de Deo triun et uno, Roma, 1816;
- Traduzione da Appiano “Storia delle guerre civili dei Romani", Roma, 1826;
- Traduzione da Arriano  “La Storia”, Roma, 1820; ristampata da Sonzongo  con il titolo “Delle cose d'Italia” nel 1826;
- Le usure - Libri tre, Roma, 1831.;
- Amplissimi frutti da raccogliere sul calendario gregoriano, Roma, 1834;
- L'anima umana e i suoi stati, Roma, 1842;
- Teorica dei nomi, Roma, 1855;
- Teorica e prospetto de' verbi italiani conjgeniti, Roma, 1844.

## Riconoscimenti
La città natale ha dedicato al suo nome la Biblioteca comunale, situata sul colle di Borgo Ghetto, inaugurata nel 2003 e una piazza cittadina. Roma Capitale gli ha intitolato una via nella zona di Monte Mario.